# SERC
|  | «SRC» redirigeix aquí. Vegeu-ne altres significats a «S.R.C.». |

El Consell de Recerca en Ciència i Enginyeria (acrònim, en anglès, SERC de Science and Engineering Research Council) és l'agència del Regne Unit encarregat de la recerca científica amb finança pública en les àrees d'astronomia, biotecnologia i ciències biològiques, espai i física de partícules. El SERC és el supervisor de l'observatori Reial de Greenwich, l'Observatori Reial d'Edimburg, el Laboratori Rutherford Appleton i el Laboratori Daresbury.
Des de la seva formació l'any 1965 era conegut com a Consell de Recerca Científica (SRC). El SRC fou creat l'any 1965 com a resultat de l'enquesta del Trend Committee entre les organitzacions de ciència civil en el Regne Unit. Prèviament el Ministre de la Ciència (Minister for Science) s'havia fet responsable de diferents activitats de recerca del Departament de Ciència i Recerca Industrial (Department of Scientific and Industrial Research, DSIR) i més baldament amb una sèrie d'agències s'ocupava de la formulació de la política en matèria de ciència civil.
Un dels principals problemes als que es dirigia l'enquesta era com decidir les prioritats del finançament del govern en totes les diferents àrees de recerca científica. Prèviament aquesta tasca havia estat responsabilitat del Tresor sense consell directe dels científics. Els altres consell de recerca creats l'any 1965 foren el Consell de Recerca del Medi Natural (Natural Environment Research Council), i el Consell de Ciència Social (Social Science Research Council) que sumà el Consell de Recerca Mèdica (Medical Research Council) que existia des de 1920, i el Consell de Recerca Agrícola (Agricultural Research Council). Un dels principals problemes als que es dirigia l'enquesta era com decidir les prioritats del finançament del govern en totes les diferents àrees de recerca científica. Prèviament aquesta tasca havia estat responsabilitat del Tresor sense consell directe dels científics. Els altres consell de recerca creats l'any 1965 foren el Consell de Recerca del Medi Natural (Natural Environment Research Council), i el Consell de Ciència Social (Social Science Research Council) que sumà el Consell de Recerca Mèdica (Medical Research Council) que existia des de 1920, i el Consell de Recerca Agrícola (Agricultural Research Council).
L'any 1981, per reflectir l'èmfasi en recerca en enginyeria, el SRC fou rebatejat com a Science and Engineering Research Council, nom al que fa referència aquest article.
Després l'any 1994 el nou Consell Director General de Recerca (Director General of Research Council) fou encarregat de reorganitzar ells llavors Consells de Recerca (Research Councils), i degut a la reorganització el SERC fou dividit entre el Consell de Partícules Físiques i Recerca Astronòmica (Particle Physics and Astronomy Research Council) (PPARC), i els laboratoris primerament en el EPSRC i després en la seva pròpia organització, el Consell del Laboratori Central i els Consells de Recerca (CCLRC). L'any 2007 el CCLRC i el PPARC van ser ajuntats per crear el Consell de Ciència i Tecnologia (STFC), amb responsabilitats en física nuclear fou transferit del EPSRC al STFC.